# Frans Bonduel
Frans Bonduel (Baasrode, 26 september 1907 – aldaar, 25 februari 1998), bijgenaamd Monsieur Paris-Bruxelles, was een Belgisch wielrenner, actief als beroepsrenner van 1928 tot 1947.
Bonduel won ruim 40 wedstrijden als beroepsrenner. Parijs-Brussel was zijn speciale koers. Hij won die twee keer en werd drie keer tweede en één keer derde in deze wedstrijd.
In  zijn geboortedorp Baasrode is een straat naar hem genoemd.

## Belangrijkste overwinningen
1930
- Ronde van Vlaanderen
- Parijs-Lille
- Schaal Sels
- GP Dr. Eugeen Roggeman

1931
- Kampioenschap van Vlaanderen

1934
- Parijs-Brussel

1937
- Schaal Sels
- Marseille-Lyon

1939
- Parijs-Brussel
- Parijs-Tours

1946
- etappe in Parijs-Nice

## Resultaten in voornaamste wedstrijden
| Jaar | Ronde van Italië | Ronde van Frankrijk | Ronde van Spanje |
| ---- | ---------------- | ------------------- | ---------------- |
| 1929 |                  | 12e                 |                  |
| 1930 |                  | 7e (1)              |                  |
| 1931 |                  |                     |                  |
| 1932 |                  | 6e (2)              |                  |
| 1933 |                  |                     |                  |
| 1934 |                  | 18e                 |                  |
| 1935 |                  |                     |                  |
| 1936 |                  |                     |                  |
| 1937 |                  |                     |                  |
| 1938 |                  |                     |                  |
| 1939 |                  |                     |                  |
| 1941 |                  |                     |                  |
| 1942 |                  |                     |                  |
| 1943 |                  |                     |                  |
| 1944 |                  |                     |                  |
| 1946 |                  |                     |                  |

| Jaar | Gent-Wevelgem | Ronde van Vlaanderen | Parijs-Roubaix | Luik-Bast.‑Luik | Parijs-Brussel | Parijs-Tours | Waalse Pijl |
| ---- | ------------- | -------------------- | -------------- | --------------- | -------------- | ------------ | ----------- |
| 1929 |               |                      |                |                 |                |              |             |
| 1930 |               | ↑                    |                |                 |                |              |             |
| 1931 |               |                      | 31e            |                 | Zilver         | 6e           |             |
| 1932 |               | 8e                   | 44e            |                 | 16e            |              |             |
| 1933 |               |                      | 29e            |                 |                | 19e          |             |
| 1934 |               | 11e                  | ↑              |                 | Goud           |              |             |
| 1935 |               |                      | 5e             | Zilver          | Brons          |              |             |
| 1936 |               |                      | 7e             |                 | Zilver         |              |             |
| 1937 |               |                      | 8e             |                 | Zilver         | Zilver       | 6e          |
| 1938 |               |                      | 32e            |                 |                | 11e          |             |
| 1939 |               | 9e                   |                |                 | Goud           | Goud         |             |
| 1941 |               | 17e                  |                |                 |                |              |             |
| 1942 |               | 7e                   |                |                 |                |              | ↑           |
| 1943 |               |                      | 22e            |                 |                |              | 11e         |
| 1944 |               | 5e                   |                |                 |                |              |             |
| 1946 | 9e            |                      |                |                 |                |              | 8e          |